# The Snowman
The Snowman (De Sneeuwman) is een Britse kinderfilm uit 1982, gebaseerd op het boek van Raymond Briggs uit 1978. De film is in 1983 genomineerd geweest voor een Oscar, in de categorie Best Animated Short Film (Beste geanimeerde korte film). De muziek voor deze film werd geschreven door Howard Blake.
Het boek en de film hebben beide geen taal, in plaats daarvan wordt het verhaal verteld door het beeld en de muziek. Dit draagt bij aan de charme van deze film en maakt het verhaal ook toegankelijk voor kinderen over de hele wereld.
Het enige lied uit de film, Walking in the Air, werd speciaal voor de film geschreven en is uitgevoerd door Peter Auty van een van de koren van St. Paul's Cathedral. In latere uitgaven werd dit lied gezongen door Aled Jones.
Tevens is "Walking in the Air" gecoverd door de Finse metalband Nightwish op het album Oceanborn.
De Britse band Iron Maiden heeft een deel van het nummer verwerkt in een gitaarsolo tijdens de Somewhere in Time tour van 1986/87. Deze versie heette "Walking on Glass" en is te vinden op Youtube.

## Verhaal
The Snowman is het verhaal van een jongen, James, die een sneeuwpop maakt op een mooie winterdag. (In de film wordt niet duidelijk of dit juist op kerstavond of oudejaarsavond is, maar wel ergens rond deze feestdagen.) Die avond, om klokslag middernacht, komt deze sneeuwpop tot leven. Het jongetje wordt wakker en laat de sneeuwman zijn huis binnen. De sneeuwman is in eerste instantie druk met het onderzoeken van allerlei apparaten, speelgoed en andere zaken in het huis van het jongetje. Alles zeer stilletjes, zodat de ouders van het jongetje niet wakker zullen worden.
De sneeuwpop herinnert zich dat hij naar een feest voor sneeuwpoppen moet en neemt de jongen mee op reis. Samen vliegen ze door de lucht, over huizen, wegen en weilanden, naar de Noordpool. Op het feestje blijkt het jongetje de enige mens te zijn. Ze ontmoeten daar Father Christmas (de Kerstman) en diens rendieren. Van Father Christmas krijgt het jongetje een sjaal met een sneeuwmannenpatroon cadeau.
Samen vliegen de sneeuwpop en het jongetje terug naar huis, waar de sneeuwpop zijn plek in de tuin weer inneemt. De volgende ochtend schijnt de zon en het jongetje ontdekt dat zijn sneeuwpop gesmolten is. Toch kan het echt geen droom geweest zijn, want het jongetje heeft de sjaal van de Kerstman nog...

## The Snowman and the Snowdog
Dertig jaar na de film 'The Snowman' verschijnt 'The Snowman and the Snowdog' (De Sneeuwman en de Sneeuwhond), het boek van Joanna Harrison en Hilary Audus, dat is gebaseerd op de karakters gecreëerd door Raymond Briggs. 
Het verhaal speelt zich dertig jaar later af en gaat over de jongen Billy, die intussen in het huis van James is komen wonen, samen met zijn moeder. Het is er nu echter helemaal volgebouwd. Op kerstavond sterft zijn geliefde hond, die al erg oud is. Als Billy dat merkt is hij er kapot van, en aan de Kerstman vraagt hij een nieuwe hond. Dan komt zijn sneeuwman tot leven en gaan ze naar de Kerstman, die hen een nieuwe hond cadeau geeft. Als hij de volgende dag wakker wordt, is zijn sneeuwman opnieuw gesmolten, maar zijn hondje heeft hij nog steeds.

## Trivia
- James heeft geen naam in het originele boek. In de film zit er in de scène met het cadeau van de Kerstman een kaartje met de naam "James" aan zijn pakje, en er is later ook een versie met audiocommentaar van de "Kerstman" uitgebracht, die het over James heeft.
- Het jongetje lijkt in de film in het zuiden van Engeland te wonen, in de buurt van Brighton. Wederom staat ook dit op het kaartje aan zijn cadeau genoemd en het jongetje en de sneeuwpop vliegen over het Royal Pavilion en de Palace Pier van Brighton.
- De originele versie van de film heeft een korte inleiding door de auteur zelf, de versie die later werd uitgezonden (en op video en dvd is uitgebracht) heeft een inleiding door David Bowie.